# El Pino-tó
Az El Pino-tó (spanyol nevének jelentése: a fenyő – ezt a nevet a környéken növő fák miatt kapta) egy guatemalai tó, amely körül különböző források szerint 1955. május 25-én vagy 1972. június 16-án egy nemzeti parkot is kijelöltek.

## Földrajz
A 73 hektáros, különböző források szerint 12 vagy 18 méter mély tó Guatemala délkeleti részén, Guatemalavárostól mintegy 50 km távolságra, Santa Rosa megye két községének (Barberena és Santa Cruz Naranjo) határán terül el. Átlagos vízhőmérséklete 26 °C, vize enyhén savas. A területen évente körülbelül 1550 mm csapadék hull.

## Élővilág
A tóban élő halfajok: zebrasávos sügér, Astyanax aeneus, ponty, Hexanematichthys guatemalensis, pisztrángsügér, nílusi tilápia, Parachromis managuensis, Poecilia gillii. Megtalálható benne ezeken kívül a kaliforniai vörösrák, valamint a Pomacea és a Pleurocera puhatestűnem fajai.

## Turizmus
A tó a fővároshoz való közelsége és könnyű megközelíthetősége miatt kedvelt turisztikai célpont, igaz, látogatásáért belépődíjat kell fizetni. Havonta mintegy 2000-en látogatják, többségükben fiatalok. Környékén sátrazásra alkalmas területek éppúgy megtalálhatóak, mint egy labdarúgópálya, valamint hegyi ösvények gyalogos, kerékpáros és lovas túrázók számára. A vízben úszásra, horgászatra, kajakozásra és kenuzásra is lehetőség van.